# Phạm Phú Thái
Phạm Phú Thái (sinh năm 1949), Anh hùng lực lượng vũ trang nhân dân, là một tướng lĩnh trong Quân đội nhân dân Việt Nam, hàm Trung tướng, nguyên Phó Tư lệnh kiêm Tham mưu trưởng Quân chủng Không quân, Phó Tư lệnh thứ nhất Quân chủng Phòng không – Không quân, Chánh Thanh tra Bộ Quốc phòng .

## Thân thế và sự nghiệp
- Ông sinh ngày 30 tháng 12 năm 1949, quê tại xã Đình Phùng, huyện Kiến Xương, tỉnh Thái Bình. Cụ thân sinh là Phạm Thuần, đảng viênĐảng Cộng sản năm 1930, nguyên Phó Bí thư Tỉnh ủy, Chủ tịch Ủy ban Hành chính Tỉnh Phú Thọ.
- Ông nhập ngũ ngày 5 tháng 7 năm 1965, được kết nạp vào Đảng Cộng sản Việt Nam ngày 20 tháng 11 năm 1968 (chính thức ngày 20 tháng 2 năm 1970).
- Tháng 7 năm 1965, chiến sĩ Dự khóa bay Quân chủng Phòng không Không quân
- Tháng 8 năm 1965, học viên lái máy bay tại Trường Không quân Liên Xô
- Tháng 2 năm 1968, sĩ quan lái máy bay tại Trung đoàn Không quân 921, Bộ Tư lệnh Không quân, Quân chủng Phòng không-Không quân
- Tháng 3 năm 1972, đại đội trưởng lái máy bay Đại đội 1, Trung đoàn Không quân 921, Bộ Tư lệnh Không quân, Quân chủng Phòng không-Không quân
- Tháng 2 năm 1977, trung đoàn phó Trung đoàn Không quân 921, Bộ Tư lệnh KQ, Quân chủng Phòng không-Không quân
- Tháng 9 năm 1977, học tại Học viện Không quân Ga-ga-rin (Liên Xô);
- Tháng 8 năm 1980, thanh tra bay Cục Huấn luyện Nhà trường Quân chủng Không quân
- Tháng 11 năm 1982, trung đoàn trưởng Trung đoàn 929 Sư đoàn Không quân 370 và trung đoàn trưởng Trung đoàn Không quân 927, Sư đoàn 371
- Tháng 2 năm 1986, phó sư đoàn trưởng Huấn luyện, phó sư đoàn trưởng kiêm tham mưu trưởng Sư đoàn Không quân 371, Quân chủng Không quân.
- Tháng 5 năm 1988, sư đoàn trưởng Sư đoàn Không quân 371, Quân chủng Không quân
- Tháng 9 năm 1989, học bổ túc tại Học viện Chính trị Quân sự
- Tháng 9 năm 1990, học bổ túc tại Học viện Quân sự cấp cao
- Tháng 3 năm 1991, thăng chức Phó Tham mưu trưởng Quân chủng Không quân
- Tháng 9 năm 1993, thăng chức Tham mưu trưởng Quân chủng Không quân
- Tháng 7 năm 1995, thăng chức Phó tư lệnh kiêm tham mưu trưởng Quân chủng Không quân
- Tháng 7 năm 1999, phó tư lệnh kiêm tham mưu trưởng Quân chủng Phòng không-Không quân
- Năm 2002, phó tư lệnh thứ nhất Quân chủng Phòng không-Không quân
- Năm 2007, ông làm Chánh thanh tra Bộ Quốc phòng
- Năm 2010, ông nghỉ hưu.

## Lịch sử thụ phong quân hàm
| Năm thụ phong | 1998                                            | 2008                                                 |
| ------------- | ----------------------------------------------- | ---------------------------------------------------- |
| Quân hàm      | Tập tin:Vietnam People's Army Major General.jpg | Tập tin:Vietnam People's Army Lieutenant General.jpg |
| Cấp bậc       | Thiếu tướng                                     | Trung tướng                                          |

## Phần thưởng cao quý
- Anh hùng lực lượng vũ trang nhân dân
- 2 Huân chương Quân công hạng Ba
- Huân chương Chiến công (2 hạng Nhì, 4 hạng Ba)
- Huân chương Kháng chiến chống Mỹ hạng Ba
- Huân chương Chiến sĩ vẻ vang (hạng Nhất, Nhì, Ba)
- Huy chương Quân kỳ Quyết thắng
- Ông là phi công trực tiếp chiến đấu, bắn rơi 4 máy bay Mỹ, được tặng thưởng 4 Huy hiệu Bác Hồ